# Ef: A Fairy Tale of the Two
Ef: A Fairy Tale of the Two là series visual novel có chứa nội dung người lớn của Nhật Bản bao gồm 2 phần và được sản xuất bởi Minori trên máy tính bàn thuộc hệ điều hành Windows. Phần đầu tiên của series với tựa đề Ef: The First Tale ra mắt vào ngày 22 tháng 12, 2006 và phần thứ hai với tựa đề Ef: The Latter Tale ra mắt vào ngày 30 tháng 5, 2008. Đoạn phim mở đầu cho trò chơi được sản xuất bởi Shinkai Makoto, và phần lớn âm nhạc sử dụng trong trò chơi được sản xuất bởi Tenmon, người đã từng làm việc với Shinkai và Minori trong quá khứ. Các nhân vật nữ được thiết kế bởi Nanao Naru, người nổi tiếng với những thiết kế các nhân vật trong visual novel Da Capo, còn các nhân vật nam được thiết kế bởi 2C Galore.
Trước khi ra mắt visual novel Ef: The First Tale, một manga dựa trên toàn thể câu chuyện được xuất bản thành series từ năm 2005 đến năm 2015, ban đầu xuất bản trên tạp chí Dengeki Comic Gao, sau chuyển sang xuất bản trên tạp chí Dengeki Daioh. Bên cạnh đó, một phiên bản light novel được phát hành thành series trên tạp chí Comptiq của nhà xuất bản Kadokawa Shoten từ tháng 7 năm 2006 đến tháng 7 năm 2008. 12 tập phim anime chuyển thể với tựa đề Ef: A Tale of Memories được sản xuất bởi Shaft và được phát sóng từ tháng 10 đến tháng 12 năm 2007. Mùa hai của anime với tựa đề Ef: A Tale of Melodies gồm 12 tập được phát sóng từ tháng 10 đến tháng 12 năm 2008.
26 tháng 9 năm 2010, nhà phát hành MangaGamer đã hoàn tất bản quyền để phát hành phiên bản tiếng Anh cho visual novel trên toàn cầu, với sự hợp tác với nhóm dịch thuật No Name Losers. Phiên bản tiếng Anh bao gồm hai phần trò chơi được phát hành lần lượt vào năm 2012 và 2013. Bản quyền của hai phần anime cũng được mua bởi công ty Sentai Filmworks.

## Cách chơi

Ví dụ đoạn đối thoại ngắn trong trò chơi Ef: A Fairy Tale of the Two. Trong đoạn này, Hiro đang nói chuyện với Miyako.

Cách chơi không đòi hỏi người chơi phải tương tác nhiều, bởi phần lớn thời gian là đọc những dòng chữ xuất hiện trên màn hình mô tả đoạn đối thoại giữa các nhân vật khác nhau xen lẫn suy nghĩ của nhân vật chính. Người chơi có thể nhập vai vào bốn nhân vật khác nhau, trong đó hai nhân vật ở phần Ef: The First Tale và hai nhân vật khác ở phần Ef: The Latter Tale. Mỗi nhân vật chính sẽ cặp với một nữ chính, và mỗi cốt truyện trong phiên bản gốc trên máy tính bao gồm cảnh người lớn với nội dung tình dục. Những cảnh này được loại bỏ và chỉnh sửa trên phiên bản dành cho PlayStation 2.
Một yếu tố quan trọng có trong Ef: A Fairy Tale of the Two đó là người chơi chỉ có thể tương tác khi đến "điểm quyết định" thường xuất hiện và có vài lựa chọn được đưa ra. Các "điểm quyết định" này thường thay đổi và xuất hiện không đều đặn, có thể cách nhau ít phút hoặc lâu hơn. Trong khi người chơi đang phân vân giữa các lựa chọn, visual novel sẽ dừng lại chờ cho đến khi người chơi đưa ra quyết định, sau đó cốt truyện sẽ tiến triển theo một hướng nhất định. Có bốn cốt truyện mà người chơi có cơ hội được trải nghiệm, mỗi cốt truyện dành cho từng nữ chính. Các cốt truyện diễn ra theo hướng liên tiếp. Trò chơi có thể kết thúc sớm nếu người chơi chọn sai lựa chọn, người chơi buộc phải quay lại điểm đã lưu để chọn lựa chọn khác.
Trong series Ef, Minori đã tạo trải nghiệm giống như phim, sử dụng nhiều đồ hoạ máy tính hai chiều từ nhiều góc độ khác nhau. Thay vì minh hoạ nhân vật chính diện và nằm ở giữa màn hình hay ở chính giữa góc nhìn của người chơi, các nhân vật trong Ef xuất hiện từ phía rìa màn hình hoặc xuất hiện gần hơn trong các ảnh vẽ "sự kiện". Những loại ảnh vẽ này xuất hiện ở một số thời điểm trong trò chơi và có ý nghĩa nghệ thuật và chi tiết hơn những ảnh vẽ bình thường.

## Cốt truyện và nhân vật
Ef: A Fairy Tale of the Two bao gồm hai phần. Phần một với tựa đề Ef: The First Tale và bao gồm câu chuyện xoay quanh các nhân vật Hirono Hiro, Miyamura Miyako, Tsutsumi Kyōsuke, Shindo Kei, và Amamiya Yuko. Trò chơi bao gồm một phần mở đầu và hai chương chính, tập trung xoay quanh nhân vật Miyuko ở chương đầu tiên và Kei ở chương thứ hai. Mạch truyện tiếp diễn với phần thứ hai Ef: The Latter Tale, với câu chuyện xoay quanh các nhân vật Aso Renji, Shindo Chihiro, Kuze Shuichi, Hayama Mizuki, và Himura Yu. Phần thứ hai bao gồm hai chương chính và một chương kết thúc, tập trung xoay quanh Chihiro ở chương thứ ba và Mizuki ở chương thứ tư. Gộp cả hai phần lại thành một với tựa đề Ef: A Fairy Tale of the Two. Bối cảnh của câu chuyện được lấy ở Otowa (音羽).

### Ef: The First Tale
Amamiya Yuko (雨宮 優子 lồng tiếng bởi: Nakajima Yumiko (tiếng Nhật), Mosier Carli (tiếng Anh)), là một cô gái bí ẩn mặc trang phục giống nữ tu, và Himura Yu (火村 夕 lồng tiếng bởi: Tōchika Kōichi (tiếng Nhật), Matranga David (tiếng Anh)), là một người đàn ông bí ẩn thường xuyên đến nhà thờ nơi mà Yuko lần đầu xuất hiện, và hai người đã hội ngộ với nhau ở nhà thờ trong đêm Giáng Sinh. Tuy mặc trang phục giống nữ tu nhưng Yuko không hề liên quan với nhà thờ. Cô luôn bỗng dưng xuất hiện từ đâu đó, rồi cũng đột nhiên biến mất trong xuyên suốt câu chuyện. Cô xuất hiện để nói chuyện với Hiro và các nhân vật khác để cho họ lời khuyên. Yuko và Yu hồi tưởng lại quá khứ và những sự kiện cùng thời điểm của năm trước ở đoạn bắt đầu chương đầu tiên của câu chuyện. Yuko bật mí những sự kiện đã được tiết lộ xuyên suốt phần Ef: A Fairy Tale of the Two. Sau kết thúc của chương đầu tiên, mạch truyện quay lại phần mở đầu và cuộc nói chuyện giữa Yuko và Yu. Yuko kết thúc câu chuyện về những sự kiện ở chương đầu tiên. Sau kết thúc của chương thứ hai, mạch truyện lại chuyển về cảnh của Yuko và Yu. Yuko kết thúc câu chuyện ở đoạn cuối chương hai và cô bày tỏ rằng mình nhớ những khi nói chuyện với Hiro, Kyōsuke và những người bạn của họ. Cuộc nói chuyện của họ kết thúc với sự ám chỉ cho phần kế tiếp Ef: The Latter Tale.
Nhân vật chính của chương đầu tiên là Hirono Hiro (広野 紘 lồng tiếng bởi: Shimono Hiro (tiếng Nhật), Ayres Greg (tiếng Anh)), là một họa sĩ truyện tranh đã có tác phẩm được xuất bản dù chỉ còn đang học trung học phổ thông. Vì áp lực của công việc, cậu thường bỏ học và dành phần lớn thời gian vào việc vẽ truyện tranh thiếu nữ dưới bút danh "Shindo Nagi" (新堂 凪). Vẽ truyện tranh khiến cậu không còn hứng thú với trường lớp và chỉ tập trung vào công việc để kiếm tiền, vì bình thường cậu không có được nhiều tiền như thế. Trong đêm Giáng Sinh khi cậu đang đạp xe đi dạo, một tên trộm túi chạy xe đạp vụt ngang qua Hiro và Miyamura Miyako (宮村 みやこ lồng tiếng bởi: Taguchi Hiroko (tiếng Nhật), Christian Luci (tiếng Anh)) bỗng nhiên xuất hiện, chạy đuổi theo tên trộm, chẳng hỏi mượn mà lấy luôn xe đạp của Hiro để đuổi theo tên trộm. Cuối cùng cô đã phá hư xe của Hiro, và sau đó cô dành thời gian còn lại của đêm đó đi với cậu.
Hiro sau đó gặp lại Miyako ở trường, và biết được cô là học sinh cùng khoá nhưng khác lớp; cô cũng ít khi đến lớp vì cảm thấy chán. Miyako có tính cách năng động và thích những thứ kì lạ. Cô dần bắt đầu thích Hiro sau một thời gian hai người họ ở bên nhau, nhưng trong thời điểm đó, bạn thơ ấu của Hiro là Shindō Kei (新藤 景 lồng tiếng bởi: Okada Junko (tiếng Nhật), Karbowski Brittney (tiếng Anh)) bắt đầu cảm giác bị bỏ rơi và một tình tay ba đã diễn ra giữa ba người họ. Kei thích Hiro và ghen khi cô phát hiện ra rằng Hiro dành phần lớn thời gian với Miyako. Hiro và Miyako cuối cùng trở thành một cặp đôi, mặc cho cảm xúc của Kei dành cho cậu.
Bối cảnh của chương thứ hai bắt đầu sau kết thúc của chương thứ nhất vài tháng. Bối cảnh hiện tại là mùa hè, và câu chuyện tập trung vào nhân vật chính mới là Kyōsuke Tsutsumi (堤 京介 lồng tiếng bởi:  Tai Yūki (tiếng Nhật), Patton Chris (tiếng Anh)). Kyōsuke là người quen của Hiro và cả hai may mắn học chung lớp chung trường. Cậu có đam mê với phim ảnh, và thường mang bên mình máy quay kĩ thuật số. Vào đêm Giáng Sinh, cậu tình cờ gặp Shindo Kei đang vụt qua trên đường, cô là nhân vật nữ chính trong chương hai. Cậu đã đuổi theo để chụp một tấm ảnh của cô ấy, nhưng một chiếc xe tải chạy ngang qua nên anh không thể chụp được một tấm ảnh rõ ràng của cô gái bí ẩn đó. Sau khi cứ mãi nghĩ về cô gái bí ẩn đó, anh rời câu lạc bộ Phim ảnh và chia tay bạn gái của mình là Izumi Emi (lồng tiếng bởi: Nobiki Kaori (tiếng Nhật), Sumrall Allison (tiếng Anh)).
Đến một ngày, trong khi đang quay phim ở gần nhà thể chất, Kyōsuke bắt gặp Kei đang luyện tập bóng rổ cho đội bóng rổ nữ của trường và cậu bị lôi cuốn bởi hình ảnh đó. Cậu mong muốn được mời Kei đóng trong bộ phim nghiệp dư mà cậu đang thực hiện cho liên hoan phim sắp tới. Ngập tràn suy nghĩ về Kei, cậu hạ quyết tâm tiến lại gần với Kei bằng cách trở nên thân thiết hơn với Hiro - là bạn thơ ấu của Kei. Kei nhỏ hơn Hiro một tuổi và cô cũng học chung trường với cậu. Sau khi được đề nghị đóng phim của cậu, ban đầu Kei đã từ chối đề nghị của Kyōsuke, nhưng sau khi xem một số thước phim của cậu quay thì cô đã đồng ý. Tuy ban đầu cô không hứng thú với phim ảnh, cô dần thích thú những khía cạnh trong công việc của cậu. Sau đó hai người dành thêm thời gian ở bên nhau, dành tình yêu cho nhau và tiến tới hẹn hò.

### Ef: The Latter Tale
Ef: The Latter Tale mở đầu một lần nữa với cuộc hội ngộ của Amamiya Yuko và Himura Yu ở nhà thờ vào dịp Giáng Sinh. Yuko kể cho Yu nghe về cô đã giúp đỡ những người ở trong hai câu chuyện riêng biệt (từ phần Ef: The First Tale). Sau khi kể xong, Yuko bảo Yu kể cho cô nghe về những người mà anh đã giúp đỡ. Yu bắt đầu kể về câu chuyện đầu tiên của cậu ấy, đó là về Shindo Chihiro; chương thứ ba bắt đầu. Cũng giống như Yuko, Yu cũng bỗng nhiên xuất hiện từ đâu đó rồi cũng bí ẩn biến mất. Cậu đưa những lời khuyên và cảnh báo cho Renji và những người khác. Yu ở gần Chihiro và chăm sóc cô ấy. Chương thứ ba kết thúc, câu chuyện trở lại với Yuko và Yu sau khi Yu kể chi tiết nội dung của chương thứ ba, và tiếp tục kể về chuyện cậu và Yuko đã bị chia cách như thế thế nào trong quá khứ. Yu bắt đầu kể về sự kiện trong chương thứ tư. Chương thứ tư kết thúc, câu chuyện trở lại lần cuối cùng với Yuko và Yu. Đến lúc này, cả hai đã kể cho nhau nghe về tất cả những câu chuyện của bản thân. Ý nghĩa của tựa đề trò chơi là Ef: A Fairy Tale of the Two cũng có nghĩa là câu chuyện của Yuko và Yu cũng như sự liên kết giữa hai người họ.
Chương thứ ba lấy bối cảnh mùa đông giống chương thứ nhất, nhưng tập trung vào nhân vật chính khác là Asō Renji (麻生 蓮治 lồng tiếng bởi: Takagi Motoki (tiếng Nhật), Bickham Clint (tiếng Anh)) là người nửa Nhật Bản, nửa Đức. Một ngày, cậu đi đến ga tàu bỏ hoang trong thị trấn, nơi mà cậu thường hay lui tới để đọc sách vì nơi này rất yên tĩnh, cậu gặp một cô gái đeo băng mắt bên mắt trái và đang ngồi một mình là Shindō Chihiro (新藤 千尋 lồng tiếng bởi: Yanase Natsumi (tiếng Nhật), Rial Monica (tiếng Anh)). Chihiro là em gái song sinh của Shindō Kei (xuất hiện trong phần Ef: The First Tale) và là nữ chính trong chương thứ ba của câu chuyện. Mặc dù ban đầu cả hai đều ngại ngùng, nhưng sau đó, hàng ngày sau giờ học Renji đều đến nhà ga để gặp Chihiro và họ nhanh chóng trở thành bạn thân. Sau một thời gian, Renji biết được Chihiro bị quên thuận chiều, cô chỉ có thể nhớ kí ức trong vòng 13 tiếng đồng hồ, tuy nhiên kí ức trước khi diễn ra tai nạn vẫn được lưu lại và cô có thể kể lại chuẩn xác phần kí ức đó. Hiện tại, cô mang bên mình một cuốn nhật kí và viết lại các sự kiện hàng ngày để đến ngày hôm sau, sau khi quên hết kí ức, cô có thể ghi nhớ lại sự kiện của ngày hôm trước. Trớ trêu thay, cô lại có thể nhớ chi tiết sự kiện trước năm 13 tuổi.
Renji cũng biết được rằng cô ước mơ viết tiểu thuyết kỳ ảo, nhưng vì vấn đề trí nhớ nên cô không thể thực hiện được ước mơ đó. Renji thích đọc tiểu thuyết, và sau khi trò chuyện với Chihiro, cậu hợp tác với cô ấy và cậu có thể thực hiện ước mơ của cô ấy thành hiện thực. Qua một thời gian cùng nhau viết tiểu thuyết, cả hai dần gần với nhau hơn và họ đã yêu nhau. Câu chuyện càng tiến triển và tiểu thuyết càng được viết, Renji càng nhận ra rằng nội dung tiểu thuyết ngụ ý về cuộc đời của Chihiro và cách nhìn của cô ấy về thế giới xung quanh trong tình trạng trí nhớ bị giới hạn.
Kuze Shūichi (久瀬 修一 lồng tiếng bởi: Hamada Kenji (tiếng Nhật), Guardiola Illich (tiếng Anh)) là nhân vật nam chính trong chương thứ tư của câu chuyện. Cậu là một nghệ sĩ vĩ cầm chuyên nghiệp lớn tuổi. Cậu du học ở Đức một thời gian, và trở lại nơi đặt bối cảnh câu chuyện Ef's. Shuichi là hàng xóm và cũng là bạn thân của Renji dù cách biệt tuổi tác. Shuichi cũng biết Yu Himura và Chihiro, nhưng cô mau chóng quên đi Shuichi vì mắc bệnh. Cậu gặp nữ chính của chương thứ tư tên là Hayama Mizuki (羽山 ミズキ lồng tiếng bởi: Mai Goto (tiếng Nhật), Hilary Haag (tiếng Anh)) sau khi được mẹ của Renji giới thiệu. Cô học ở trường tư nhân và rất thần tượng Kei, đàn chị khoá trên của cô; Mizuki cũng nằm trong đội bóng rổ nữ của trường. Cô rất thích đọc shōjo manga. Cô có tính tình thẳng thắn và thích chọc ghẹo mọi người, đặc biệt là chọc Kei. Ban đầu cô đến Otowa để thăm anh họ Renji, và đó cũng là lúc cô gặp Shuichi. Shuichi giấu việc cậu sắp chết vì chứng loạn thần kinh chức năng, nhưng Mizuki đã biết được điều đó. Nhưng mặc cho Mizuki cố tiếp cận Shuichi, cậu luôn ruồng bỏ và từ chối tình cảm của Mizuki. Mizuki rất buồn vì chuyện đó và tình cờ nhặt được nhật kí của Chihiro. Sau khi đọc nội dung nhật kí, cô tìm thấy tên của Yu mà cô từng gặp trong quá khứ. Mizuki đi đến nhà thờ để tìm gặp Yu, sau câu chuyện đã kết thúc ngay sau đó.

## Phát triển và lịch phát hành
Ef được dự định bắt đầu sản xuất vào năm 2004 bởi Sakai Nobukazu (hay còn biết tới với bút danh nbkz), ông là đạo diễn chính của công ty phần mềm Minori. Đạo diễn cho Ef là Mikage, được biết tới là một trong những người viết kịch bản chính bên cạnh Yū Kagami. Thiết kế nhân vật cho Ef được chỉ đạo bởi hai họa sĩ, Nanao Naru vẽ các nhân vật nữ chính, và 2C Galore vẽ các nhân vật nam. Hoạt hoạ cho phim mở đầu được hoàn thiện với sự hợp tác của hãng làm phim hoạt hình Ajia-do Animation Works và Shinkai Makoto. Âm nhạc cho Ef được sáng tác bởi Tenmon, người đã sáng tác toàn bộ nhạc cho phần Ef: The First Tale, và hợp tác với Yanagi Eiichirō cho những bản nhạc thêm vào ở phần Ef: The Latter Tale. Số tiền công ty Minori đã bỏ ra cho dự án sản xuất series Ef là 100 triệu yên.
Một bản fan disc với tựa đề Ef: First Fan Disc được phát hành tại Comiket 72 từ ngày 11 tháng 8 đến ngày 13 tháng 8 năm 2007; Bản fan disc này có thể chơi trên PC, sau này được bán tại các cửa hàng bán lẻ từ ngày 25 tháng 8 năm 2007. Bản fan disc khác với các phần trong series visual novel gốc, nó không chứa nội dung người lớn, cho độc giả một cái nhìn thoáng qua thế giới của Ef, dù chỉ là lướt chạm qua từ phần đầu của series Ef: The First Tale. Ef: The First Tale được phát hành thành game chứa nội dung người lớn trên PC vào ngày 22 tháng 12 năm 2006. Phần thứ hai của series, Ef: The Latter Tale được phát hành vào ngày 30 tháng 5 năm 2008. MangaGamer phát hành phiên bản tiếng Anh của cả hai phần: Ef: The First Tale được phát hành vào ngày 27 tháng 7 năm 2012 và Ef: The Latter Tale được phát hành vào ngày 20 tháng 12 năm 2013.
Một phiên bản dùng thử của Ef: The First Tale cho phép tải về miễn phí tại trang website đặc biệt dành riêng cho Ef: The First Tale của Getchu.com. Một bản fan disc thứ hai với tựa đề Ef: Second Fan Mix, ra mắt với nội dung giới thiệu cho phần hai của series Ef: The Latter Tale, được phát hành lần đầu tại Comiket 73 vào ngày 29 tháng 12 năm 2007; bản này có thể chơi trên PC, sau này được bán rộng rãi tại các cửa hàng bán lẻ từ ngày 8 tháng 2 năm 2008. Một phiên bản dành cho hệ máy PlayStation 2 bao gồm nội dung cả hai phần The First Tale và The Latter Tale được phát hành vào ngày 29 tháng 4 năm 2010 bởi Comfort. Một bản fan disc với tựa đề Tenshi no Nichiyōbi "Ef: A Fairy Tale of the Two" Pleasurable Box. (天使の日曜日 "ef - a fairy tale of the two" Pleasurable Box.) được phát hành vào ngày 17 tháng 9 năm 2010.

## Chuyển thể

Bìa tập 1 của manga Ef

### Sách xuất bản
Một bản manga chuyển thể với tựa đề Ef: A Fairy Tale of the Two bắt đầu được phát hành theo kì từ số báo tháng 4 năm 2005 trên tạp chí truyện tranh shōnen Dengeki Comic Gao!, được bán vào ngày 27 tháng 2 năm 2005, xuất bản bởi MediaWorks. Manga kết thúc kì cuối cùng trên số báo tháng 4 năm 2008 trên tạp chí truyện tranh Dengeki Comic Gao! sau 35 chương truyện, nhưng tiếp tục xuất bản theo kì từ số tháng 6 năm 2008 trên tạp chí truyện tranh Dengeki Daioh của ASCII Media Works, được bán vào ngày 21 tháng 4 năm 2008. Sau một thời gian dài tạm ngưng, truyện kết thúc phát hành tại số báo tháng 3 năm 2015. Nội dung truyện được viết bởi Mikage và Kagami Yū, hai tay viết kịch bản chính của công ty Minori, và được vẽ minh hoạ bởi Miyabi Juri. 10 tập khổ tankōbon được phát hành bởi Dengeki Comics của ASCII Media Works từ ngày 27 tháng 2 năm 2006 đến ngày 27 tháng 1 năm 2015.
Một series light novel bao gồm 24 truyện ngắn ngoại truyện với tựa đề Ef: A Fairy Tale of the Two Another Tale, xuất bản trên tạp chí seinen Comptiq của Kadokawa Shoten từ tháng 7 năm 2006 đến tháng 7 năm 2008, được bán từ ngày 10 tháng 6 năm 2006 đến ngày 10 tháng 6 năm 2008. Nội dung được viết cùng bởi dàn nhân viên của trò chơi gốc và manga, và được minh hoạ bởi Nanao Naru, 2C Galore, và Shōna Mitsuishi. Các chương của Another Tale được xuất bản thành một tập riêng vào ngày 27 tháng 2 năm 2009 với tựa đề Another Tales. Hai cuốn light novel riêng biệt khác, với tựa đề chung Ef: A Fairy Tale of the Two, được xuất bản bởi Shobo Fujimi vào ngày 25 tháng 10 năm 2007. Nội dung được viết bởi Kagami Yū, và được minh hoạ bởi Shimotsuki Kinusa. Cuốn đầu tiên là bản chuyển thể tiểu thuyết từ mạch truyện của Miyako, và cuốn thứ hai xoay quanh mạch truyện của Kei.
Series Ef, bao gồm visual novel và anime chuyển thể, là tựa game duy nhất của công ty Minori được đưa tin riêng trên một số báo của tạp chí Dengeki G's Festival! Deluxe, một phiên bản đặc biệt của tạp chí Dengeki G's Magazine do nhà xuất bản ASCII Media Works phát hành; đây là số báo đầu tiên được phát hành vào ngày 30 tháng 11 năm 2007. Bên cạnh các thông tin liên quaun đến Ef: A Fairy Tale of the Two và Ef: A Tale of Memories, tạp chí còn kèm theo một bàn di chuột có miếng đệm mô phỏng ngực của Miyako, một miếng lau điện thoại di động và một túi đựng thẻ căn cước.

### Các chương trình phát thanh và các drama CD
Có hai chương trình phát thanh Internet dành cho Ef: A Fairy Tale of the Two. Tên chương trình phát thanh đầu tiên là Omoshiro Minori Hōsōkyoku (おもしろミノリ放送局), được phát thanh mỗi thứ 6 hàng tuần từ ngày 13 tháng 10 năm 2006 đến ngày 1 tháng 6 năm 2007 và được sản xuất bởi Onsen, Cospa, và công ty Minori. Chương trình bao gồm 33 tập và nội dung chính là để quảng bá cho visual novel. Chương trình quảng bá về thông tin mới nhất của visual novel và series cũng như thảo luận xoay quanh nội dung trò chơi. Tên chương trình phát thanh thứ hai là Yumiko & Yūna no Ef Memo Radio (ゆみこ&ゆうなのえふメモらじお) được bắt đầu phát thanh từ ngày 8 tháng 6 năm 2007. Nội dung chương trình chủ yếu quảng bá cho series anime chuyển thể bao gồm tin tức về anime, các sản phẩm liên quan tới anime bao gồm đĩa CD nhạc và đĩa DVD.
Một bộ 4 đĩa drama CD được phát hành bởi Frontier Works dựa trên series từ tháng 10 năm 2006 đến tháng 4 năm 2007. Một đĩa drama CD phiên bản đặc biệt được phát hành vào ngày 21 tháng 11 năm 2007, và một đĩa drama CD đặc biệt khác được phát hành vào ngày 1 tháng 1 năm 2008. Lần phát hành đầu tiên bao gồm bình luận của dàn diễn viên lồng tiếng. Đĩa drama CD sử dụng dàn diễn viên nữ lồng tiếng giống trong phiên bản trò chơi và anime, nhưng hai nam diễn viên lồng tiếng trong đĩa drama cho nhân vật Hiro và Kyōsuke khác với bản anime. Nhân vật Hiro được lồng tiếng bởi Shōman Takashi, và Kyōsuke được lồng tiếng bởi Shiroki Shō.

### Anime
Ngày 24 tháng 8 năm 2007, một đoạn phim mở đầu ngắn cho anime series Ef được phát hành bằng đĩa DVD. Đoạn phim mở đầu giới thiệu các nhân vật và những xung đột sẽ xuất hiện trong series. Anime series với tựa đề Ef: A Tale of Memories, bao gồm 12 tập được phát sóng trên kênh Chiba TV từ ngày 7 tháng 10 đến ngày 22 tháng 12 năm 2007. Anime được sản xuất bởi công ty Shaft và được đạo diễn bởi Ōnuma Shin, người đã xung phong vào vị trí đạo diễn ngay khi nhận dự án. Mặc dù kịch bản gốc của visual novel cho phần Ef: The Latter Tale chỉ vừa kịp hoàn thành ngay trước khi bắt đầu công đoạn sản xuất anime, tự ông Ōnuma Shin đã không bao giờ đọc kịch bản đó để có thể chỉ đạo sản xuất anime từ góc nhìn của người xem. Tuy nhiên, Takayama Katsuhiko, người viết kịch bản cho anime, đã đọc nội dung kịch bản gốc. Mỗi tập phim kết thúc bằng hình ảnh tĩnh, được minh hoạ bởi những họa sĩ của các bản anime, manga và visual novel. Chữ cái đầu tiên trong tựa đề của mỗi tập phim, kể cả kí hiệu coda trong tựa đề của tập cuối có thể ghép lại thành dòng chữ "Euphoric Field". Series được phát hành tổng hợp thành 6 đĩa DVD bản giới hạn và bản thông thường, mỗi đĩa gồm 2 tập. Đĩa DVD đầu tiên được phát hành vào ngày 7 tháng 12 năm 2007, cho tới đĩa cuối cùng được phát hành vào ngày 9 tháng 5 năm 2008. Mùa thứ hai của anime với tựa đề Ef: A Tale of Melodies gồm 12 tập, được công chiếu từ ngày 7 tháng 10 đến ngày 22 tháng 12 năm 2008 tại Nhật Bản. Bản quyền toàn bộ anime series Ef thuộc về công ty Sentai Filmworks. Đĩa DVD và box set đĩa Blu-ray của Ef: A Tale of Memories được phát hành vào ngày 31 tháng 1 năm 2012 tại Bắc Mỹ với lồng tiếng tiếng Anh, và các box set của Ef: A Tale of Melodies được phát hành vào ngày 30 tháng 3 năm 2012.

## Âm nhạc
Nhạc chủ đề mở đầu cho phần Ef: The First Tale với tựa đề "Yūkyū no Tsubasa" (悠久の翼 Eternal Feather) được thể hiện bởi Harada Hitomi, được phát hành thành đĩa đơn maxi với tựa đề "Eternal Feather" vào ngày 27 tháng 10 năm 2006. Nhạc chủ đề mở đầu cho phần Ef: The Latter Tale có tựa đề "Emotional Flutter", và nhạc chủ đề kết thúc có tựa đề "Ever Forever"; đĩa đơn bao gồm hai nhạc chủ đề được phát hành vào ngày 11 tháng 4 năm 2008. Nhạc của Ef: A Fairy Tale of the Two, với tựa đề Alato, bao gồm 3 đĩa CD, được phát hành vào ngày 27 tháng 2 năm 2009. Phiên bản trò chơi trên hệ máy PlayStation 2 được phát hành bởi Comfort kèm thêm một đĩa CD image song, có thêm ca khúc "Echt Forgather" được thể hiện bởi Harada Hitomi.
Nhạc chủ đề mở đầu cho anime Ef: A Tale of Memories, ca khúc "Euphoric Field" phiên bản tiếng Anh được sáng tác bởi Tenmon, được thể hiện bởi Elisa được sử dụng từ tập 3 đến tập 9 và tập 11. Tập đầu tiên sử dụng nhạc nền cho nhạc chủ đề mở đầu, và tập 2 và tập 10 không có nhạc chủ đề mở đầu; ca khúc "Euphoric Field" phiên bản tiếng Anh cũng được sử dụng làm nhạc chủ đề kết thúc cho tập 2. Ca khúc "Euphoric Field" phiên bản tiếng Nhật được sử dụng làm nhạc chủ đề mở đầu cho tập 12. Đĩa đơn của nhạc chủ đề mở đầu được phát hành vào ngày 24 tháng 10 năm 2007 bởi Geneon. Nhạc chủ đề kết thúc đầu tiên cho anime mang tên "I'm here", được thể hiện bởi Taguchi Hiroko, được sử dụng trong tập 1, 3, 7 và 10; đĩa đơn của ca khúc này (đặt tên là "Adagio bởi Miyamura Miyako") được phát hành vào ngày 24 tháng 10 năm 2007 bởi Geneon. Nhạc chủ đề kết thúc thứ hai, "Kizamu Kisetsu" (刻む季節 Carving Season) thể hiện bởi Okada Junko, được sử dụng trong tập 4, 5 và 9; đĩa đơn của ca khúc này (đặt tên là "Vivace bởi Shindō Kei") được phát hành vào ngày 21 tháng 11 năm 2007. Nhạc chủ đề kết thúc thứ ba, "Sora no Yume" (空の夢 Sky's Dream) thể hiện bởi Yanase Natsumi, được sử dụng trong tập 6, 8 và 11, và lời hai của bài hát được sử dụng trong tập 11; đĩa đơn của ca khúc này (đặt tên là "Andante bởi Shindō Chihiro") được phát hành vào ngày 21 tháng 12 năm 2007. Một bản remix các bài nhạc chủ đề của visual novel với tựa đề "Yūkyū no Tsubasa 07.mix" (悠久の翼 07.mix Eternal Feather 07.mix) được thể hiện bởi Nakajima Yumiko và được sử dụng làm nhạc chủ đề kết thúc trong tập 12. Đĩa đơn cho ca khúc này (đặt tên là "Yūkyū no Tsubasa 07.mix / Euphoric Field live.mix") được phát hành vào ngày 26 tháng 9 năm 2008. Nhạc phim đầu tiên của anime series với tựa đề (Espressivo) được phát hành vào ngày 8 tháng 2 năm 2008, và nhạc phim thứ hai với tựa đề (Fortissimo) được phát hành vào ngày 2 tháng 4 năm 2008.
Nhạc chủ đề mở đầu của Ef: A Tale of Melodies là bản tiếng Anh của ca khúc "Ebullient Future", cũng được sáng tác bởi Tenmon và thể hiện bởi Elisa, bản nhạc không lời của ca khúc này sử dụng trong tập 8 và lời hai của bài hát được sử dụng trong tập 11. Các bài hát sử dụng trong đoạn mở đầu của phim được thay đổi nhiều lần; tập 10 không xuất hiện đoạn mở đầu, nhưng bản piano của nhạc mở đầu được sử dụng làm nhạc kết thúc. Tập 12 sử dụng bản tiếng Nhật của ca khúc này với đoạn mở đầu khác. Nhạc chủ đề kết thúc đầu tiên với tựa đề "Egao no Chikara" (笑顔のチカラ Sức mạnh của những nụ cười) được thể hiện bởi Goto Mai, được sử dụng từ tập 2 đến tập 5, tập 7 và lời hai của bài hát được sử dụng trong tập 11. Nhạc chủ đề kết thúc thứ hai với tựa đề "Negai no Kakera" (願いのカケラ Mảnh điều ước) được thể hiện bởi Nakajima Yumiko, được sử dung trong tập 6, 9 và lời hai của bài hát được sử dụng trong tập 8. Ca khúc "A moon filled sky." được thể hiện bởi Goto Mai, xuất hiện ở đoạn kết của tập 11 và cũng trong tập đó, bản tiếng Nhật mới của nhạc mở đầu của mùa 1 được sử dụng. Tập 12 sử dụng bài hát "Ever Forever OG.mix" được thể hiện bởi các nữ diễn viên lồng tiếng của tất cả các nhân vật nữ chính. Các đĩa đơn của "Ebullient Future" và "Egao no Chikara" (sau được đặt tên là "Fermata bởi Hayama Mizuki") được phát hành vào ngày 5 tháng 11 năm 2008 và đĩa đơn của "Negai no Kakera" (đặt tên là "Fine bởi Amamiya Yuko") được phát hành vào ngày 26 tháng 11 năm 2008. Đĩa nhạc phim đầu tiên cho series với tựa đề (Elegia) được phát hành vào ngày 26 tháng 11 năm 2008, đĩa nhạc phim thứ hai với tựa đề (Felice) được phát hành vào ngày 27 tháng 2 năm 2009.

## Đón nhận
Vào tháng 10 năm 2007, tạp chí Dengeki G's Magazine đã đăng bài công bố cho việc việc bình chọn 50 bishōjo game hay nhất. Trong 249 tựa game, Ef: A Fairy Tale of the Two đã đứng thứ 23 với 11 phiếu bầu, tiếp theo là Muv-Luv Alternative và Snow. Phần đầu tiên Ef: The First Tale của series Ef là trò chơi có lượt bán ra cao nhất trong tháng 12 năm 2006 trên trang Getchu.com, và rớt xuống hạng 19 trong tháng tiếp theo. Ef: The First Tale đứng thứ 4 trong các tựa trò chơi được bán rộng rãi năm 2006 trên Getchu.com mặc dù nó được bán ít trong tuần cuối cùng của năm 2006. Số báo ngày 25 tháng 1 năm 2007 trên tạp chí trò chơi PC News công bố rằng Ef: The First Tale là tựa trò chơi bán ra nhiều thứ 5 trong năm 2006 với 40843 bản được bán ra. Trong bảng xếp hạng các tựa bishōjo game có doanh thu cao nhất tại Nhật Bản, Ef: The First Tale lần đầu tiên đứng hạng 2, sau đó xuất hiện thêm hai lần ở hạng thứ 5 và thứ 32. Từ giữa tháng 4 đến giữa tháng 5 năm 2008, Ef: The Latter Tale đứng thứ 4 trong các tựa trò chơi trong nước trên PC có số lượng đặt trước cao nhất tại Nhật Bản. Ef: The Latter Tale xếp hạng thứ 1 trong các tựa trò chơi trên PC có doanh thu cao nhất tại Nhật Bản vào tháng 5 năm 2008, và xếp hạng thứ 30 trong tháng tiếp theo.
Theron Martin từ trang Anime News Network đánh giá phiên bản Blu-ray của Ef: A Tale of Memories, anh đã ca ngợi anime series vì đã không hề sử dụng tới "thậm chí là một thoảng nhẹ của siêu nhiên", và gọi cách hành xử của các nhân vật là "rất thực". Phim anime nhận được đánh giá tích cực từ Bradley Meek của trang THEM Anime. Bradley đánh giá cao hoạt hoạ, nói rằng "Hoạt hoạ đã làm nên điều kỳ diệu cho cảm xúc của series, pha thêm một lớp hữu hình của yếu tố thần bí và kì ảo" Tuy nhiên, anh chỉ trích series vì đã "cường điệu bi kịch quá mức cần thiết."  Anh tổng kết bài đánh giá của mình rằng "Bỏ qua những yếu tố cường điệu bi kịch không cần thiết, cảm xúc chân thực và hoạt hoạ hấp dẫn của Shaft đã làm cho ef ~a tale of memories~ thật lãng mạn và đáng nhớ. Tuy nhiên, nhịp phim chậm rãi vậy nên nó không dành cho những người thiếu kiên nhẫn và tập trung."